# ارنی برینتون
ارنی برینتون (انگلیسی: Ernie Brinton; ۲۶ مهٔ ۱۹۰۸ – ۱۷ سپتامبر ۱۹۸۱) بازیکن فوتبال اهل بریتانیا بود.
از باشگاه‌هایی که در آن بازی کرده‌است می‌توان به باشگاه فوتبال بریستول سیتی و باشگاه فوتبال نیوپورت کانتی اشاره کرد.